# Amplificador de classe D

Diagrama de blocs d'un amplificador bàsic de classe D. Nota: per a més claredat, els períodes de senyal no es mostren a escala.

Un amplificador de classe D o amplificador de commutació és un amplificador electrònic en el qual els dispositius amplificadors (transistors, normalment MOSFET) funcionen com a interruptors electrònics, i no com a dispositius de guany lineal com en altres amplificadors. Funcionen canviant ràpidament entre els carrils de subministrament, alimentant-se per un modulador que utilitza l'amplada del pols, la densitat del pols o tècniques relacionades per codificar l'entrada d'àudio en un tren de polsos. L'àudio passa a través d'un simple filtre de pas baix cap a l'altaveu. Els polsos d'alta freqüència estan bloquejats. Com que els parells de transistors de sortida no condueixen mai al mateix temps, no hi ha cap altre camí per al flux de corrent a part del filtre/altaveu de pas baix. Per aquest motiu, l'eficiència pot superar el 90%.

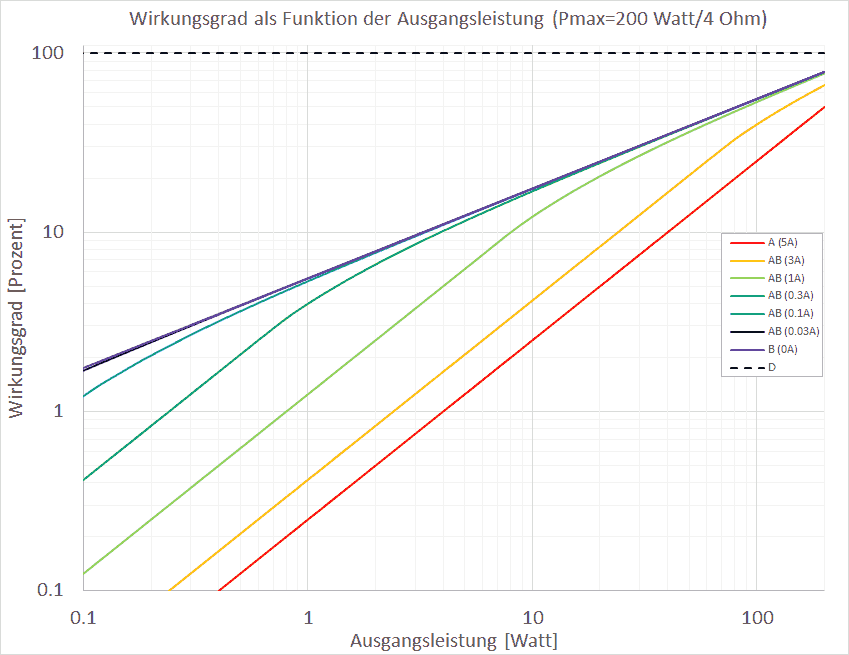
Eficiència d'un amplificador de 200 watts/4 ohms depenent de la potència de sortida i del principi de l'amplificador.

El primer amplificador de classe D va ser inventat pel científic britànic Alec Reeves a la dècada de 1950 i es va anomenar per primera vegada amb aquest nom el 1955. El primer producte comercial va ser un mòdul de kit anomenat X-10 llançat per Sinclair Radionics el 1964. Tanmateix, tenia una potència de sortida de només 2,5 watts. El Sinclair X-20 el 1966 va produir 20 watts, però va patir les inconsistències i limitacions dels transistors BJT (transistor d'unió bipolar) basats en germani disponibles en aquell moment. Com a resultat, aquests primers amplificadors de classe D eren poc pràctics i no van tenir èxit. Els amplificadors pràctics de classe D es van habilitar més tard pel desenvolupament de la tecnologia MOSFET (transistor d'efecte de camp semiconductor d'òxid metàl·lic) basat en silici. El 1978, Sony va presentar el TA-N88, la primera unitat de classe D que utilitzava MOSFET de potència i una font d'alimentació en mode commutat. Posteriorment, hi va haver desenvolupaments ràpids en la tecnologia VDMOS (DMOS vertical) entre 1979 i 1985. La disponibilitat de MOSFET de canvi ràpid i de baix cost va fer que els amplificadors de classe D tinguessin èxit a mitjans dels anys vuitanta. El primer circuit integrat basat en un amplificador de classe D va ser llançat per Tripath el 1996 i va tenir un ús generalitzat.
El principal avantatge d'un amplificador de classe D és que pot ser més eficient que un amplificador lineal, amb menys potència dissipada com a calor als dispositius actius. Atès que no calen dissipadors de calor grans, els amplificadors de classe D tenen un pes molt més lleuger que els amplificadors de classe A, B o AB, una consideració important amb els equips portàtils del sistema de reforç de so i els amplificadors de baixos. Les etapes de sortida com les que s'utilitzen en els generadors d'impulsos són exemples d'amplificadors de classe D. Tanmateix, el terme s'aplica principalment als amplificadors de potència destinats a reproduir senyals d'àudio amb una amplada de banda molt per sota de la freqüència de commutació.
L'eficiència energètica teòrica dels amplificadors de classe D és del 100%. És a dir, tota l'energia que se li subministra es lliura a la càrrega, cap es converteix en calor. Això es deu al fet que un interruptor ideal en el seu estat "encès" conduiria tot el corrent però no tindria pèrdua de tensió a través d'ell, per tant, no es dissiparia calor. I quan estigui apagat, tindria tota la tensió de subministrament a través d'ell, però no hi circularia corrent de fuga i, de nou, no es dissiparia calor. Els MOSFET de potència del món real no són interruptors ideals, però són habituals les eficiències pràctiques de més del 90%. Per contra, els amplificadors lineals de classe AB sempre funcionen amb corrent que flueix i tensió entre els dispositius d'alimentació. Un amplificador de classe B ideal té una eficiència màxima teòrica del 78%. Els amplificadors de classe A (purament lineals, amb els dispositius sempre "encès") tenen una eficiència màxima teòrica del 50% i algunes versions tenen eficiències inferiors al 20%.